# Jamie Vardy
Jamie Richard Vardy (* 11. ledna 1987 Sheffield) je anglický profesionální fotbalista, který hraje na pozici útočníka za anglický klub Leicester City. Mezi lety 2015 a 2018 odehrál také 26 utkání v dresu anglické reprezentace, ve kterých se sedmkrát střelecky prosadil.
V sezóně 2015/16 získal Vardy s Leicesterem City premiérový titul klubu v Premier League, byl vyhlášen nejlepším hráčem sezóny dle novinářů a získal i ocenění Premier League Player of the Season. V sezóně 2019/20 byl nejlepším střelcem anglické Premier League (23 gólů).

## Klubová kariéra
Vardy hrál v mládežnických týmech anglického klubu Sheffield Wednesday FC, ale v jeho 15 letech s ním klub přestal počítat. Seniorskou kariéru zahájil v Stocksbridge Park Steels FC v osmé anglické lize. Trénoval jen dvakrát týdně večer, neboť měl ještě stálé zaměstnání, vyráběl lékařské dlahy z uhlíkových vláken.

V létě 2010 přestoupil do FC Halifax Town ze šesté ligy, kde se mu dařilo. Po roce odešel do Fleetwood Town (5. liga) a vybojoval s mužstvem postup. Po dalším roce v létě 2012 přišla nabídka na přestup do druholigového Leicesteru City. S Leicesterem vybojoval v sezóně 2013/14 postup do Premier League a získal ocenění nejlepší hráč klubu dle spoluhráčů. 21. listopadu 2015 vyrovnal rekord Nizozemce Ruuda van Nistelrooye v počtu zápasů novodobé Premier League po sobě, v nichž skóroval (10). Překonal jej o týden později 28. listopadu, kdy skóroval v jedenáctém zápase Premier League v řadě, tentokrát proti Manchester United FC. V dalším ligovém utkání na hřišti Swansea City AFC (výhra 3:0) Vardy neskóroval, jeho fantastická série skončila. Nedosáhl tak na vyrovnání absolutního rekordu anglické nejvyšší ligy, který s 12 gólovými zápasy v řadě drží irský fotbalista Jimmy Dunne v dresu Sheffieldu United v sezóně 1931/32. V sezóně 2015/16 získal Vardy s Leicesterem City premiérový titul klubu v anglické nejvyšší lize, byl vyhlášen nejlepším hráčem sezóny dle novinářů a získal i ocenění Premier League Player of the Season (nejlepší hráč sezóny Premier League).
V ročníku 2019/20 zaznamenal svou 100. trefu v anglické nejvyšší lize Premier League. Tímto počinem se stal 29. hráčem, kterému se povedlo takového milníku dosáhnout. Ve 33. kole doma proti Crystal Palace pak vstřelil ještě další gól v závěru zápasu, Leicester tak vyhrál 3:0 a upevnil své třetí místo v tabulce.
Na konci července dostal Zlatou kopačku náležející nejlepšímu střelci právě skončené sezóny, toto ocenění si vysloužil 23 góly a získal jej poprvé v kariéře.
Stal se nejstarším hráčem, kterému byla tato cena udělena, čímž překonal tehdy 32letého Didiera Drogbu ze sezóny 2009/10.
Na konci srpna 2020 se v klubu domluvil na prodloužení smlouvy do roku 2023.
Ve třetím kole nové ligové sezóny se třikrát gólově prosadil na půdě Manchesteru City a pomohl Leicesteru vyhrát 5:2. První a třetí gól vstřelil z penalty a i díky němu měl Leicester po třech kolech plný počet bodů.

## Reprezentační kariéra
Vardy nehrál v anglických mládežnických výběrech.
V A-mužstvu Anglie debutoval 7. 6. 2015 pod trenérem Royem Hodgsonem v přátelském zápase v Dublinu proti Irsku (remíza 0:0).

Pod vedením trenéra Roye Hodgsona se zúčastnil EURA 2016 ve Francii, kam se Anglie probojovala bez ztráty bodu z kvalifikační skupiny E. Trenér Gareth Southgate ho zařadil do závěrečné nominace pro MS 2018. Ve 31 letech se pak s bilancí 7 gólů během 26 zápasů definitivně rozloučil s reprezentační kariérou.

## Statistiky

### Klubové
K 28. prosinci 2021
| Klub           | Sezóna  | Liga                    | Liga   | Liga | FA Cup | FA Cup | EFL Cup | EFL Cup | Evropské poháry | Evropské poháry | Ostatní | Ostatní | Celkem | Celkem |
| Klub           | Sezóna  | Liga                    | Zápasy | Góly | Zápasy | Góly   | Zápasy  | Góly    | Zápasy          | Góly            | Zápasy  | Góly    | Zápasy | Góly   |
| -------------- | ------- | ----------------------- | ------ | ---- | ------ | ------ | ------- | ------- | --------------- | --------------- | ------- | ------- | ------ | ------ |
| Halifax Town   | 2010/11 | Northern Premier League | 33     | 23   | 3      | 1      | —       | —       | —               | —               | 1       | 1       | 37     | 25     |
| Halifax Town   | 2011/12 | Conference North        | 4      | 3    | —      | —      | —       | —       | —               | —               | —       | —       | 4      | 3      |
| Halifax Town   | Celkem  | Celkem                  | 37     | 26   | 3      | 1      | —       | —       | —               | —               | 1       | 1       | 41     | 28     |
| Fleetwood Town | 2011/12 | National League         | 36     | 31   | 4      | 3      | —       | —       | —               | —               | 0       | 0       | 40     | 34     |
| Leicester City | 2012/13 | Championship            | 26     | 4    | 2      | 0      | 1       | 1       | —               | —               | 0       | 0       | 29     | 5      |
| Leicester City | 2013/14 | Championship            | 37     | 16   | 1      | 0      | 3       | 0       | —               | —               | —       | —       | 41     | 16     |
| Leicester City | 2014/15 | Premier League          | 34     | 5    | 2      | 0      | 0       | 0       | —               | —               | —       | —       | 36     | 5      |
| Leicester City | 2015/16 | Premier League          | 36     | 24   | 1      | 0      | 1       | 0       | —               | —               | —       | —       | 38     | 24     |
| Leicester City | 2016/17 | Premier League          | 35     | 13   | 2      | 0      | 1       | 0       | 9               | 2               | 1       | 1       | 48     | 16     |
| Leicester City | 2017/18 | Premier League          | 37     | 20   | 3      | 2      | 2       | 1       | —               | —               | —       | —       | 42     | 23     |
| Leicester City | 2018/19 | Premier League          | 34     | 18   | 0      | 0      | 2       | 0       | —               | —               | —       | —       | 36     | 18     |
| Leicester City | 2019/20 | Premier League          | 35     | 23   | 1      | 0      | 4       | 0       | —               | —               | —       | —       | 40     | 23     |
| Leicester City | 2020/21 | Premier League          | 34     | 15   | 4      | 0      | 0       | 0       | 4               | 2               | —       | —       | 42     | 17     |
| Leicester City | 2021/22 | Premier League          | 16     | 9    | 0      | 0      | 1       | 2       | 4               | 0               | 1       | 0       | 22     | 11     |
| Leicester City | Celkem  | Celkem                  | 324    | 147  | 16     | 2      | 15      | 4       | 17              | 4               | 2       | 1       | 374    | 158    |
| Celkem         | Celkem  | Celkem                  | 361    | 204  | 23     | 6      | 15      | 4       | 17              | 4               | 3       | 2       | 456    | 219    |

### Reprezentační
| Anglie | Anglie | Anglie |
| Rok    | Zápasy | Góly   |
| ------ | ------ | ------ |
| 2015   | 4      | 0      |
| 2016   | 10     | 5      |
| 2017   | 5      | 1      |
| 2018   | 7      | 1      |
| Celkem | 26     | 7      |

#### Reprezentační góly
Skóre a výsledky Anglie jsou vždy zapisovány jako první.
| Gól | Datum              | Místo                                 | Soupeř     | Skóre | Výsledek | Soutěž                                |
| --- | ------------------ | ------------------------------------- | ---------- | ----- | -------- | ------------------------------------- |
| 1.  | 2. března 2016     | Olympiastadion, Berlín, Německo       | Německo    | 2:2   | 3:2      | Přátelský zápas                       |
| 2.  | 29. března 2016    | Wembley, Londýn, Anglie               | Nizozemsko | 1:0   | 1:2      | Přátelský zápas                       |
| 3.  | 22. května 2016    | Etihad Stadium, Manchester, Anglie    | Turecko    | 2:1   | 2:1      | Přátelský zápas                       |
| 4.  | 16. června 2016    | Stade Bollaert-Delelis, Lens, Francie | Wales      | 1:1   | 2:1      | Euro 2016                             |
| 5.  | 15. listopadu 2016 | Wembley, Londýn, Anglie               | Španělsko  | 2:0   | 2:2      | Přátelský zápas                       |
| 6.  | 26. března 2017    | Wembley, Londýn, Anglie               | Litva      | 2:0   | 2:0      | Kvalifikace na Mistrovství světa 2018 |
| 7.  | 27. března 2018    | Wembley, Londýn, Anglie               | Itálie     | 1:0   | 1:1      | Přátelský zápas                       |

## Úspěchy
- Tým roku Premier League podle PFA – 2015/16,[17] 2019/20[18]